# Am Brill (Wuppertal)
Am Brill ist eine Ortslage in der bergischen Großstadt Wuppertal.

## Lage und Beschreibung
Am Brill liegt auf einer Höhe von 150 m ü. NHN am Rande des Nützenbergs und liegt im Südosten des heutigen Wohnquartiers Brill im Stadtbezirk Elberfeld-West. Benachbarte Ortslagen sind Ringelbusch, Am Schaffstal, Hackland, Ottenbruch, Buschhäuschen, Ochsenkamp, Vogelsaue, Auf dem Nützenberg und Briller Höhe.
Die Ortslage liegt an der Einmündung der Nützenberger Straße von der Briller Straße.

## Geschichte
Auf der Topographischen Aufnahme der Rheinlande von 1824 ist die Ortslage auf der Karte ohne weitere Beschriftung eingezeichnet.
Aufgrund eines Angebotes des Wirtes Ehrmann verlegte die 1805 gegründete Schützengesellschaft am Brill 1824 hier hin ihren Sitz und nahm ihren neuen Namenszusatz an. Ehrmann verfügte über Gesellschaftsräume und war auch bereit eine Schießbahn anzulegen.

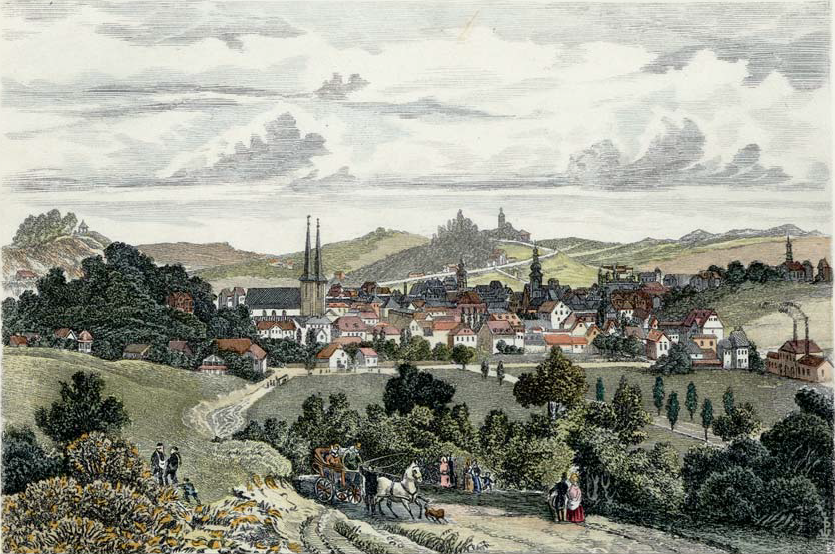
Am Brill, vor der Kirche

1832 gehörte Am Brill zur Hülsbecker Rotte des ländlichen Außenbezirks des Kirchspiels Elberfeld. Der laut der Statistik und Topographie des Regierungsbezirks Düsseldorf als zwei Höfe kategorisierte Ort wurde als Am Brill bezeichnet und besaß zu dieser Zeit drei Wohnhäuser und vier landwirtschaftliche Gebäude. Zu dieser Zeit lebten 29 Einwohner im Ort, davon zwei katholischen und 27 evangelischen Glaubens.
Auf der Karte von 1843 ist die Ortslage mit Brill beschriftet. In den 1860er Jahren war das Wirtshaus als ‚Schinkenbrill‘ bekannt. Zwischen 1876 und 1886 wurde das Eckgrundstück mit einem heute noch bestehenden Gebäude Briller Straße 1f, das heute als Baudenkmal anerkannt ist, überbaut.